# Obří sud (Javorník)
Obří sud je výletní restaurace a hotel v okrese Liberec na katastrálním území Javorníku, části obce Dlouhý Most. Hotel stojí na vrcholu Javorníku, který je součástí Ještědsko-kozákovského hřbetu.

## Historie
V roce 1898 se ve Vídni konala Jubilejní výstava k oslavě 50 let vlády Františka Josefa I. Na výstavě byl i sud obřích rozměrů. Ten zde sloužil jako vinárna. Vídeňskou výstavu i zmíněnou vinárnu navštívil také Wilhelm Huebel, hostinský z Dlouhých Mostů u Liberce. Nápad s vinárnou v sudu se mu zalíbil natolik, že přesvědčil několik svých přátel a po skončení výstavy sud za 600 zlatých zakoupili, rozebrali a na čtyřech vagónech převezli po železnici z Vídně do Liberce. Na počátku následujícího roku bylo započato s výstavbou restaurace, jejíž součástí se stal i obří sud.
Ke slavnostnímu otevření Obřího sudu došlo dne 18. června 1899.

### Rozhledna
Později byla k objektu přistavěna i dřevěná, částečně krytá rozhledna o výšce 18 m. Otevřena byla 25. května 1924. Během druhé světové války však rozhledna značně utrpěla a na přelomu 40. a 50. let 20. století proto musela být stržena.

### Požár
Dne 20. září 1974 došlo k požáru, při němž celý objekt včetně Obřího sudu shořel. Ačkoliv se později několikrát uvažovalo o obnově jak komplexu, tak rozhledny, dlouhou dobu k němu nedošlo. Do začátku 21. století se dochovaly pouze zarostlé zbytky pilířů a základů.

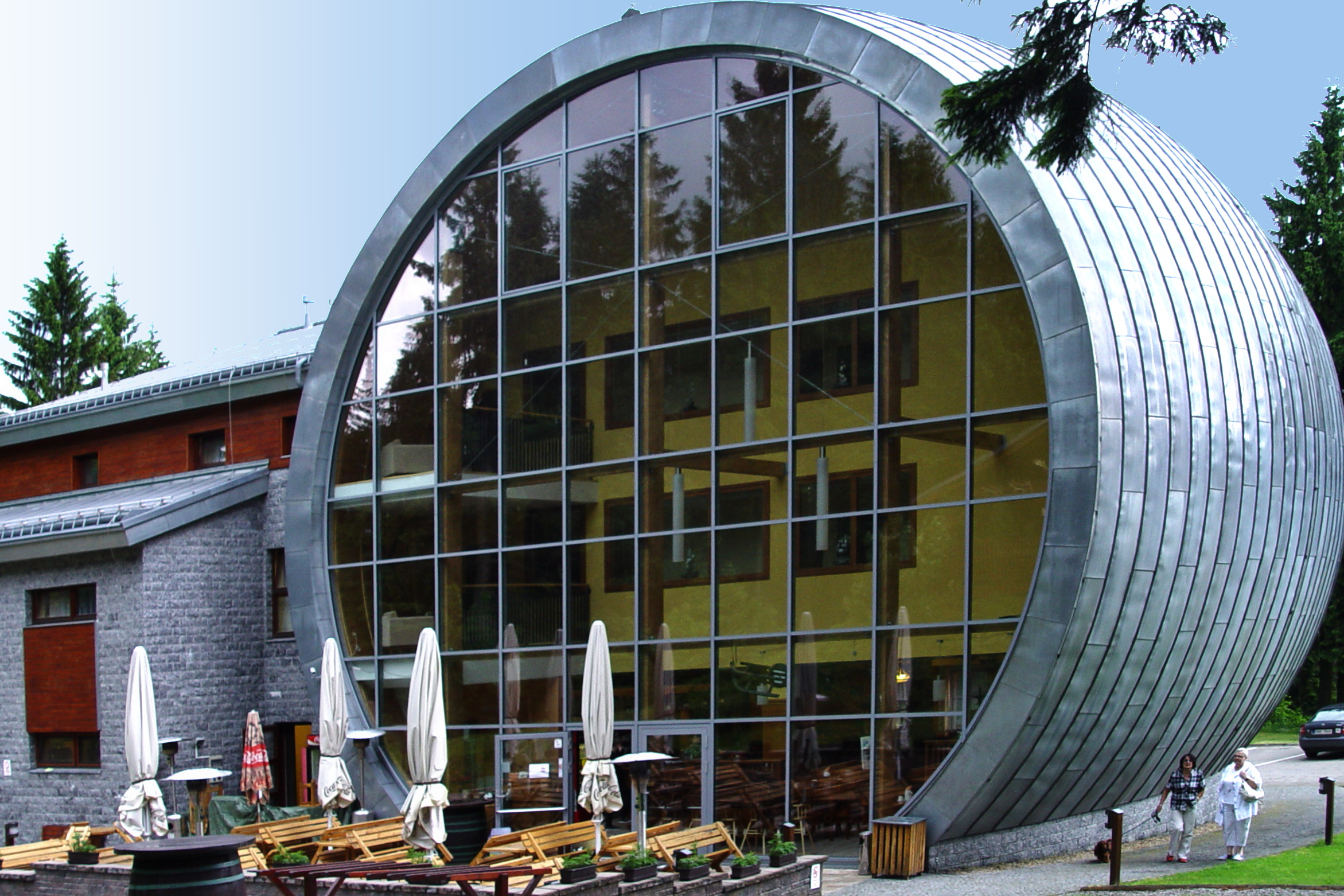
Obří sud Javorník - prosklená zadní stěna.

### Současnost
V současné době je na vrcholu Javorníku vedle výletní restaurace také kovový stožár základnové stanice mobilního operátora.
V létě 2011 byl po 37 letech opět postaven kdysi tak oblíbený Obří sud. Jedná se o nepřímou repliku původního sudu. Při stavbě repliky se vycházelo z plánů starého hotelu. Interiéry restaurace i hotelu jsou zařízené nadstandardně, nejsou podle původní předlohy. Restaurace pojme najednou na osmdesát strávníků, ubytování najdou v hotelu zájemci v jedenácti pokojích. Nový obří sud byl otevřen 1. října 2011.

## Technické parametry Obřího sudu
- průměr: 12 m
- délka: 14 m
- vnitřní objem: 10 238 hl
- poloha: N50.69208, E15.07985
- počet míst: 400 návštěvníků[4][5] (podle některých zdrojů jen 300[6] či 350[7] návštěvníků)

## Inspirace
Obřím sudem na vrchu Javorníku se nechali inspirovat tvůrci obdobné výletní restaurace umístěné na severní straně Jizerských hor, severně od obce Lázně Libverda, při stavbě tamního Obřího sudu.[zdroj?]